# Kioxia
Kioxia est une entreprise japonaise spécialisée dans la production de mémoire flash NAND. 

## Nom
Kioxia (prononcé en anglais : /kiˈoʊksiə/) est une combinaison du mot japonais kioku signifiant mémoire et le mot grec axia signifiant valeur.

## Histoire
Elle est issue, en 2018, d'une scission très mouvementée des activités de mémoire flash NAND de Toshiba, rachetées en partie par Bain Capital.
Kioxia fera son entrée à la Bourse de Tokyo le 18 décembre 2024, pour un prix d'introduction valorisant la société à un peu plus de cinq milliards de dollars (780 milliards de yens).